# 金橘 (电影)
《金橘》是一部2013年爱沙尼亚和格鲁吉亚合拍的剧情片，格鲁吉亚导演扎扎‧烏魯沙哲编剧并执导。在格鲁吉亚的古里亞大区取景拍摄。
获得第72届金球奖最佳外语片提名，以及第87届奥斯卡金像奖最佳外语片提名。赢得卫星奖最佳外语片。

## 剧情
故事背景为1992-93年的阿布哈兹战争期间的一个小村庄，传递出和平主义者的声音和如何成为人的疑问。